# Otwarty System Archiwizacji
Otwarty System Archiwizacji (OSA) – bezpłatny system informatyczny służący do opisu zespołów (zbiorów) archiwów społecznych i zamieszczania prezentacyjnych plików. Stworzony przede wszystkim dla tworzonych oddolnie archiwów społecznych – organizacji pozarządowych, bibliotek, muzeów, instytucji, a także kolekcjonerów czy osób prywatnych. Dostosowany do potrzeb niezawodowych archiwistów, umożliwia im profesjonalne opracowanie zbiorów. Stworzony przez Fundację Ośrodka KARTA, od 2020 roku utrzymuje i rozwija go Centrum Archiwistyki Społecznej.
System umożliwia między innymi: wprowadzanie opisów materiałów archiwalnych na różnych poziomach opisu, zgodnie ze standardem ISAD(G); przeszukiwanie wprowadzonych opisów; załączanie plików podglądowych archiwaliów - dokumentów tekstowych, fotografii oraz nagrań dżwiękowych (audio i wideo); udostępnianie ich online; automatyczne generowanie inwentarzy archiwalnych. System oparty jest na międzynarodowych standardach archiwalnych: ISAD (G), ISAAR (CPF) oraz ISDIAH.

## Cechy OSA ważne dla archiwów społecznych[3]
- zabezpieczenie opisów zbiorów i plików cyfrowych
- możliwość wprowadzania opisów zbiorów i ich edycji przez wielu użytkowników w ramach jednego archiwum społecznego
- autonomia w udostępnianiu opisów zbiorów i plików na portalu zbioryspoleczne.pl
- możliwość stworzenia własnej podstrony archiwum społecznego na portalu zbioryspoleczne.pl
- darmowa usługa automatycznej transkrypcji nagrań audio i wideo oraz odcztywania tekstu z plików (OCR)
- wsparcie Centrum Archiwistyki Społecznej w rozpoczęciu i kontynuacji pracy w OSA (szkolenia i konsultacje)

## Historia
W maju 2016 roku powstała wersja desktopowa systemu, udostępniana na licencji GNU GPL (wersja desktopowa), zrealizowana przez zespół Fundacji Ośrodka KARTA. Projektem kierowała Katarzyna Ziętal, kierowniczka działu Obserwatorium Archiwistyki Społecznej. Pod koniec roku 2017 została udostępniona wersja webowa systemu, umożliwiająca udostępnianie plików w internecie pod adresem osa.archiwa.org. Od 2020 roku administratorem systemu jest Centrum Archiwistyki Społecznej. Całością prac nad rozwojem systemu od 2021 roku kieruje Ewa Majdecka, kierowniczka Działu Rozwoju Narzędzi Cyfrowych. W 2021 roku została powołana Społeczna Grupa Testerów, w skład której wchodzą użytkownicy systemu. W kwietniu 2022 roku powstał portal zbioryspoleczne.pl, na którym użytkownicy OSA mogą publikować opisy i pliki opracowywane w systemie. Od 2023 roku wersja webowa systemu dostępna jest pod adresem: osa.cas.org.pl. 
Do grudnia 2024 roku do OSA dołączyło ponad 400 archiwów społecznych, ponad 300 publikuje swoje zbiory online na portalu Zbiory Społeczne.